# Campestre do Maranhão
Campestre do Maranhão é um município brasileiro localizado no interior do estado do Maranhão.

## História
Nos anos de 1950, a mataria densa e inexplorada, onde predominava a pujança do babaçual. Eram terras de herdades, em campo aberto, em comum com diversos condomínios e, sem demarcação, eram titulares e registradas no cartório da cidade em nome de seus proprietários, os irmão Odilon e Epídio de Vasconcelos Milhomem. Pela fertilidade de seu solo, eram denominadas de “Retiro”, um refrigério na época do estio para o gado de toda a região das fazendas Palmeirinha, Buritizinho e outras adjacentes. Os rebanhos criados em sistemas primitivos também pastavam em comum e se reproduziam sob a vigilância e os cuidados dos vaqueiros.
Nesse cenário verde coberto de babaçuais que, de agosto a dezembro, gado e vaqueirama penetravam na mata, fugindo da seca, em busca de pastagem e caça para a sobrevivência. Fator mais importante para o nascimento do povoado foi a comercialização da amêndoa do babaçu.
Pode-se afirmar que Campestre nasceu por força da exploração do coco. Na década de 50, o interesse industrial da praça de Belém do Pará pela amêndoa de babaçu era enorme. Embarcações partiam carregadas de coco dos portos de Tocantinópolis e Porto Franco com destino ao Pará, onde se fazia bom preço pelo produto e os comerciantes voltavam às suas praças com estoque de mercadorias e gêneros de necessidade básica.
Nesse cenário verde estavam “Três Barras” e São João, propriedades antigas que receberam o fluxo de sertanejos vindos, principalmente, da Serra da Cinta, com as quebradeiras de coco, explorar essa riqueza vegetal. No lugar onde se situa hoje a sede do novo município, o Sr. Elpídio Milhomem instalou um comércio de compra de babaçu e, nas “Três Barras”, Zeca de Brito e filho, José Barreto e Neuton Milhomem tinham outros postos de compra de amêndoas. As primeiras famílias foram se instalando no arruado: João Secundo, Claro Macêdo e sua esposa Dona Josefa; Cabloco Pedro fixaram as primeiras casas de morada. Com a construção da BR-010, Belém-Brasília, pelo ano de 1958, o pequeno povoado foi se desenvolvendo a beira da estrada.
Com isso, foi elevado à categoria de município e distrito com a denominação de Campestre do Maranhão, pela Lei Estadual n° 6.143, de 10 de novembro de 1994, desmembrado de Porto Franco. Sede no atual distrito de Campestre do Maranhão (ex-localidade).

## Geografia
A área do município de Campestre do Maranhão é de 613,529 quilômetros quadrados, o que coloca na posição 153 dentre as 217 cidades do Maranhão.
Demografia
De acordo com o Censo Demográfico de 2022, a população do município de Campestre do Maranhão era de 12.301 habitantes e a densidade demográfica era de 20,05 habitantes por quilômetro quadrado. Comparando-se com outros municípios do estado do Maranhão, ficava nas posições 145 e 104 de 217. Já a estimativa populacional para ano de 2024 era de 12.553 pessoas.
Educação
Em 2010, a taxa de escolarização de 6 a 14 anos de idade do município de Campestre do Maranhão era de 97,8%. Comparando-se com outros municípios do estado do Maranhão, ficava na posição 41 de 217. Já o Índice de Desenvolvimento de Educação Básica (IDEB), em 2023, para os anos iniciais do ensino fundamental na rede pública era 5,9 e para os anos finais, 4,5.
| Taxa de escolarização de 6 a 14 anos de idade [2010]             | 97,8 %           |
| IDEB – Anos iniciais do ensino fundamental (Rede pública) [2023] | 5,9              |
| IDEB – Anos finais do ensino fundamental (Rede pública) [2023]   | 4,5              |
| Matrículas no ensino fundamental [2023]                          | 1.782 matrículas |
| Matrículas no ensino médio [2023]                                | 527 matrículas   |
| Docentes no ensino fundamental [2023]                            | 121 docentes     |
| Docentes no ensino médio [2023]                                  | 23 docentes      |
| Número de estabelecimentos de ensino fundamental [2023]          | 12 escolas       |
| Número de estabelecimentos de ensino médio [2023]                | 1 escolas        |

Fonte: IBGE
Economia
Em 2021, o PIB per capita do município de Campestre do Maranhão era de R$ 14.730,8. Comparando-se com outros municípios do estado de Maranhão, ficava na posição 36 dentre as 217 cidades do Maranhão. Já o percentual de receitas externas em 2023 era de 91,43%, o que o colocava na posição 143 de 217.
| PIB per capita [2021]                                                                           | 14.730,80 R$     |
| Índice de Desenvolvimento Humano Municipal (IDHM) [2010]                                        | 0,652            |
| Total de receitas brutas realizadas [2023]                                                      | 67.419.551,90 R$ |
| Transferências correntes (Percentual em relação às receitas correntes brutas realizadas) [2023] | 91,43 %          |
| Total de despesas brutas empenhadas [2023]                                                      | 60.190.984,59 R$ |

Fonte: IBGE
| Salário médio mensal dos trabalhadores formais [2022]                                             | 1,9 salários mínimos |
| Pessoal ocupado [2022]                                                                            | 2.014 pessoas        |
| População ocupada [2022]                                                                          | 16,37 %              |
| Percentual da população com rendimento nominal mensal per capita de até 1/2 salário mínimo [2010] | 42,3 %               |

Fonte: IBGE
Saúde
Em 2022, a taxa de mortalidade infantil média na cidade de Campestre do Maranhão era de 10,42 para 1.000 nascidos vivos. Para além, em 2009, havia seis estabelecimentos de saúde ligados ao Sistema Único de Saúde (SUS).
Meio Ambiente
O bioma predominante do município de Campestre do Maranhão é o cerrado. Em 2010, a cidade apresentava 2% de domicílios com esgotamento sanitário adequado, 96,3% de domicílios urbanos em vias públicas com arborização e 0% de domicílios urbanos em vias públicas com urbanização adequada.